# Museo Nao Victoria

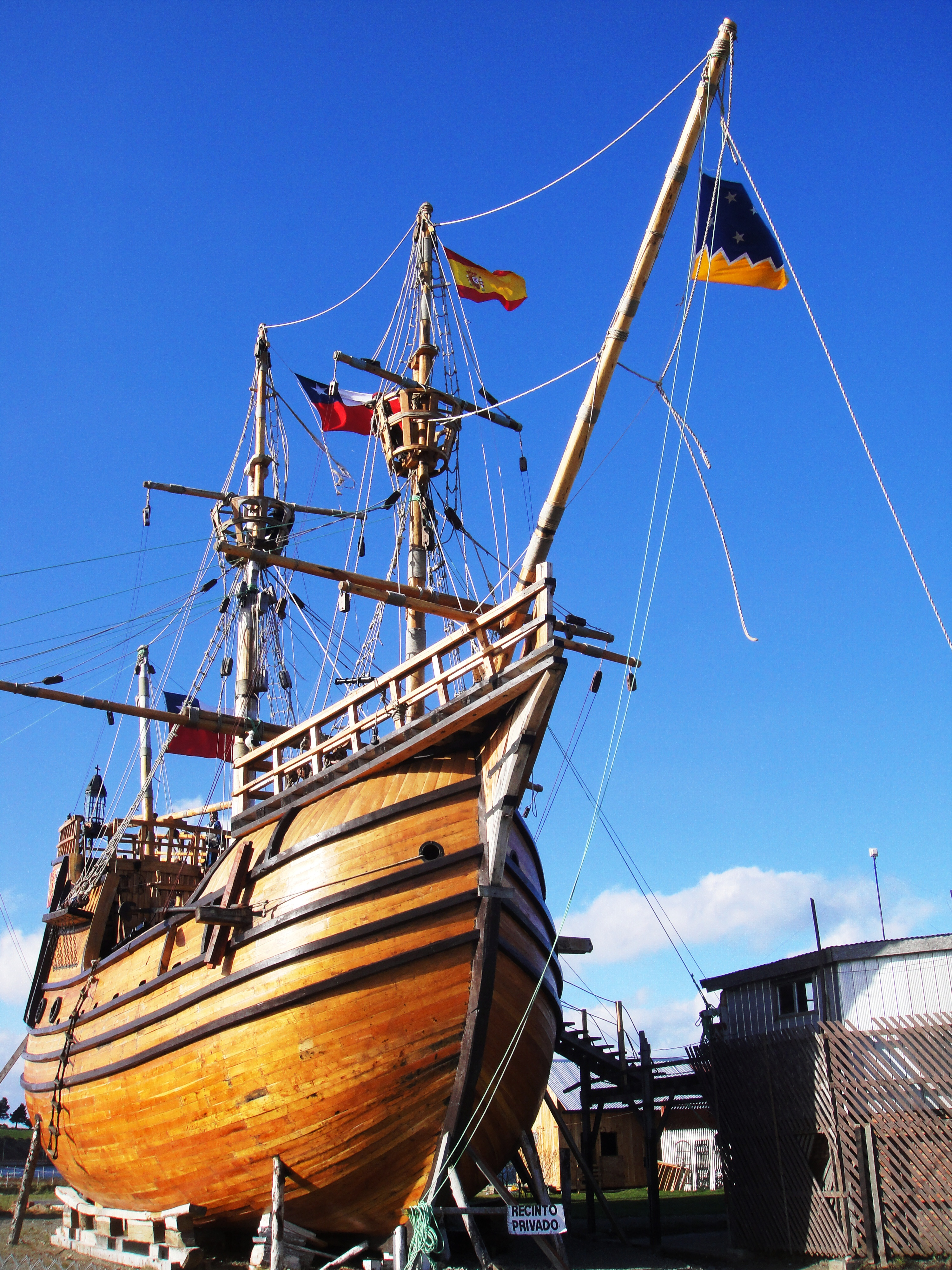
Nachbau der Nao Victoria in Punta Arenas

Das Museo Nao Victoria (Nao-Victoria-Museum) befindet sich in Punta Arenas (Chile). Das Privatmuseum ist seit dem 1. Oktober 2011 für Publikum geöffnet. Sein Geschäftsführer wurde vom Präsidenten der Republik Chile für seine die nationale Identität fördernde Arbeit während der 200-Jahr-Feier der Unabhängigkeit des südamerikanischen Landes ausgezeichnet.

## Zielsetzung
Ziel des Museums ist es, interaktiv zu sein. Es will dem Publikum die Erfahrung zu ermöglichen, die originalgroßen Nachbauten von Schiffen, die zur Entdeckung der Region oder der Kolonisierung des Gebietes beigetragen haben oder die eine besondere patrimoniale oder historische Bedeutung für die Region Magallanes (Chile) haben, hautnah zu erleben. Beim Bau der Schiffe kamen traditionelle Schiffbautechniken zur Anwendung.

## Sammlungen
Die Hauptsammlung des Museums sind die Nachbauten in Originalgröße der am Ufer der Magellanstraße ausgestellten historischen Schiffe. Darüber hinaus finden sich Nachbildungen von Waffen und Werkzeugen aus der Seefahrtsgeschichte, Kopien von Dokumenten, Bücher über die historischen Schiffe und eine Schiffszimmererwerkstatt unter freiem Himmel.

### Nachbauten
Gegenwärtig beherbergt das Museum die Nachbauten von drei Schiffen:

#### Nao Victoria
Die Victoria war eine 27 Meter lange und 7 Meter breite Nao. Sie war Teil der von Magellan befehligten Flotte, die den nach ihrem Kommandanten benannten Seeweg durch den amerikanischen Kontinent entdeckte, und sie war das einzige seiner fünf Schiffe, das (unter Befehl von Juan Sebastián Elcano) die erste Weltumseglung vollendete. Sie gehörte zu den ersten Schiffen, die die Region 1520 erforschte – genannt seien Patagonien, Cabo Vírgenes, die Magellanstraße, Feuerland und der Pazifische Ozean –, und dadurch hatte sie auch Anteil an der Entdeckung Chiles.
Die Nao Victoria ist eins der berühmtesten Schiffe in der Weltgeschichte der Seefahrt.

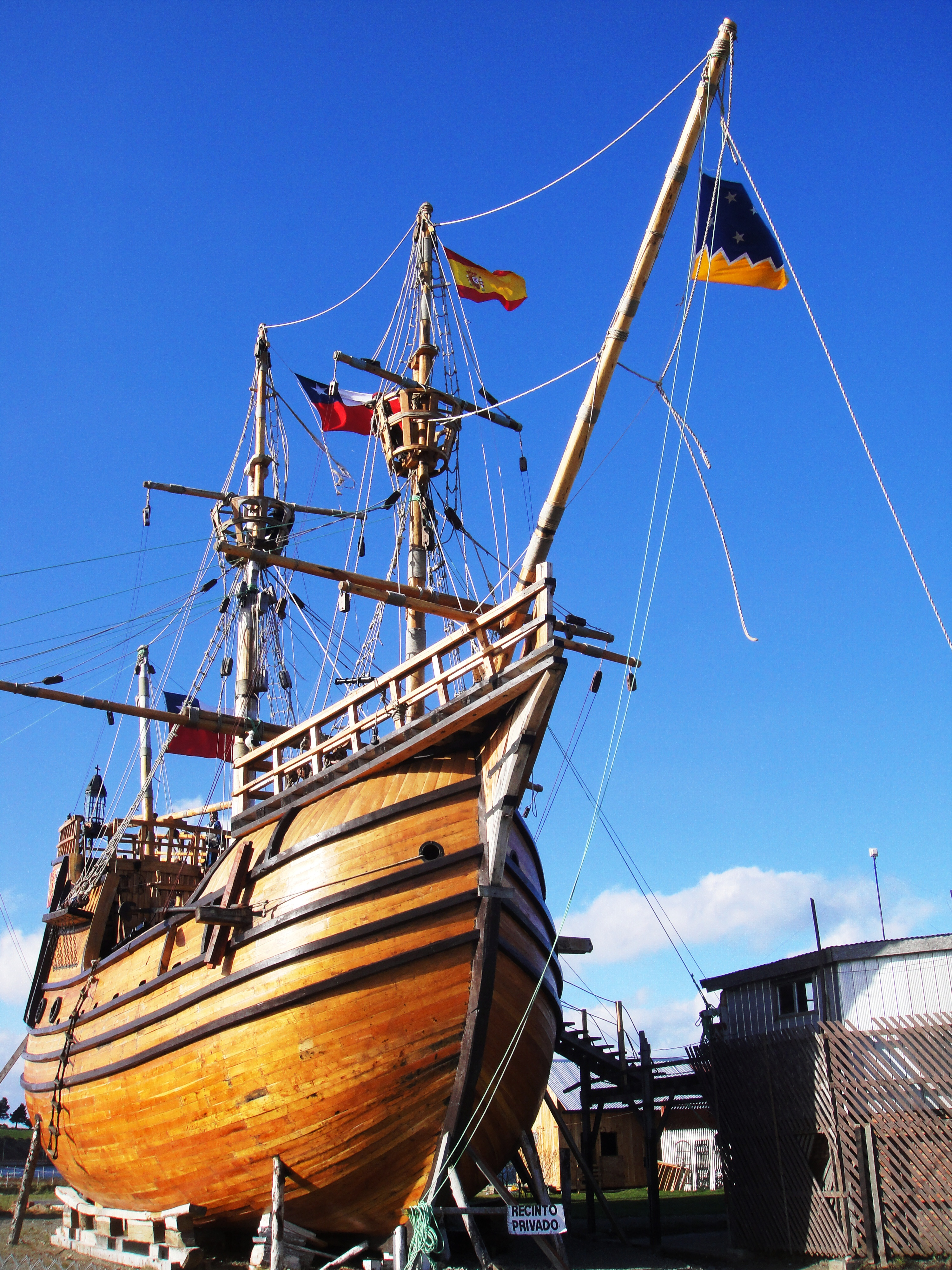
Nachbau der Nao Victoria.
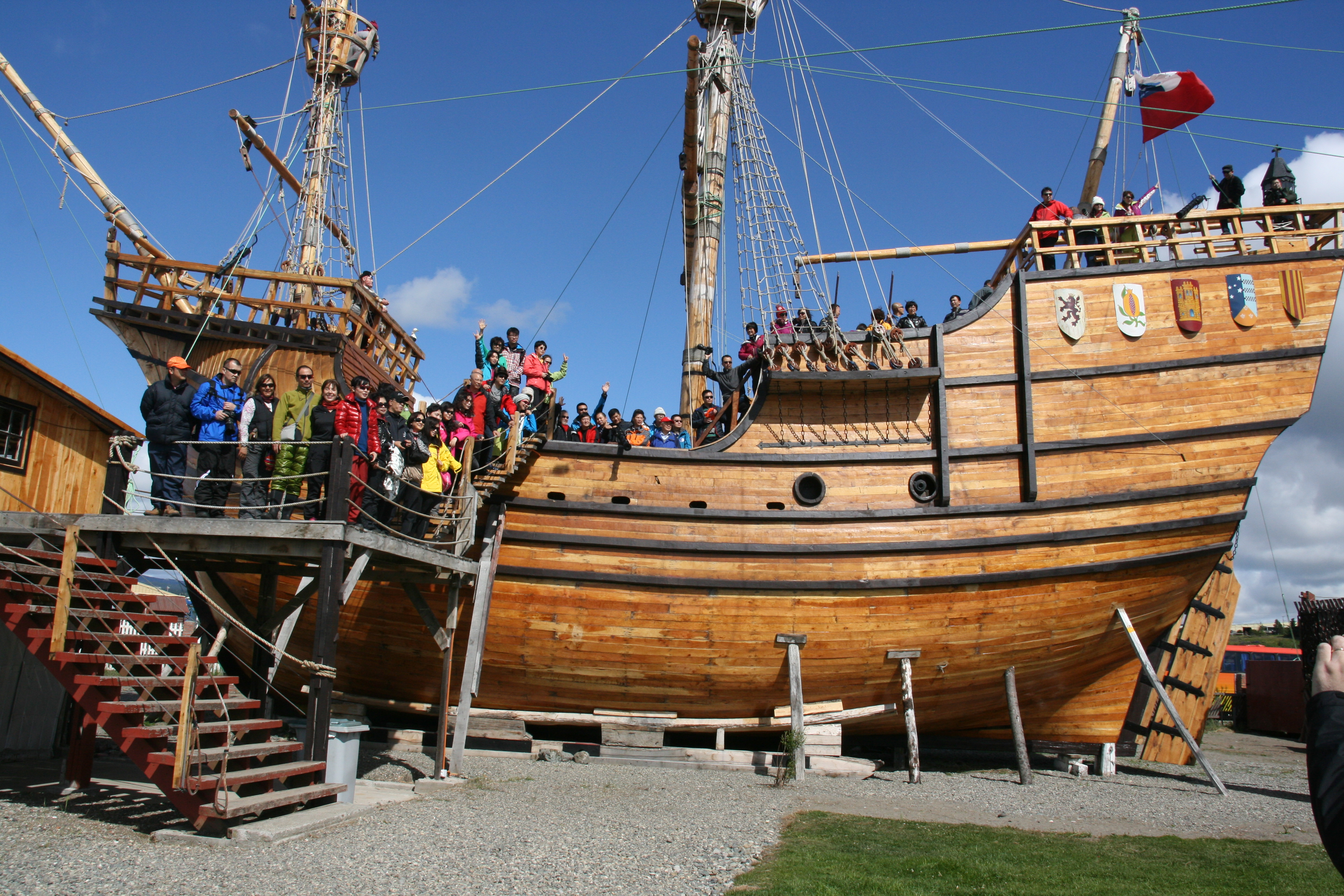
Nachbau der Nao Victoria mit Besuchern an Bord.
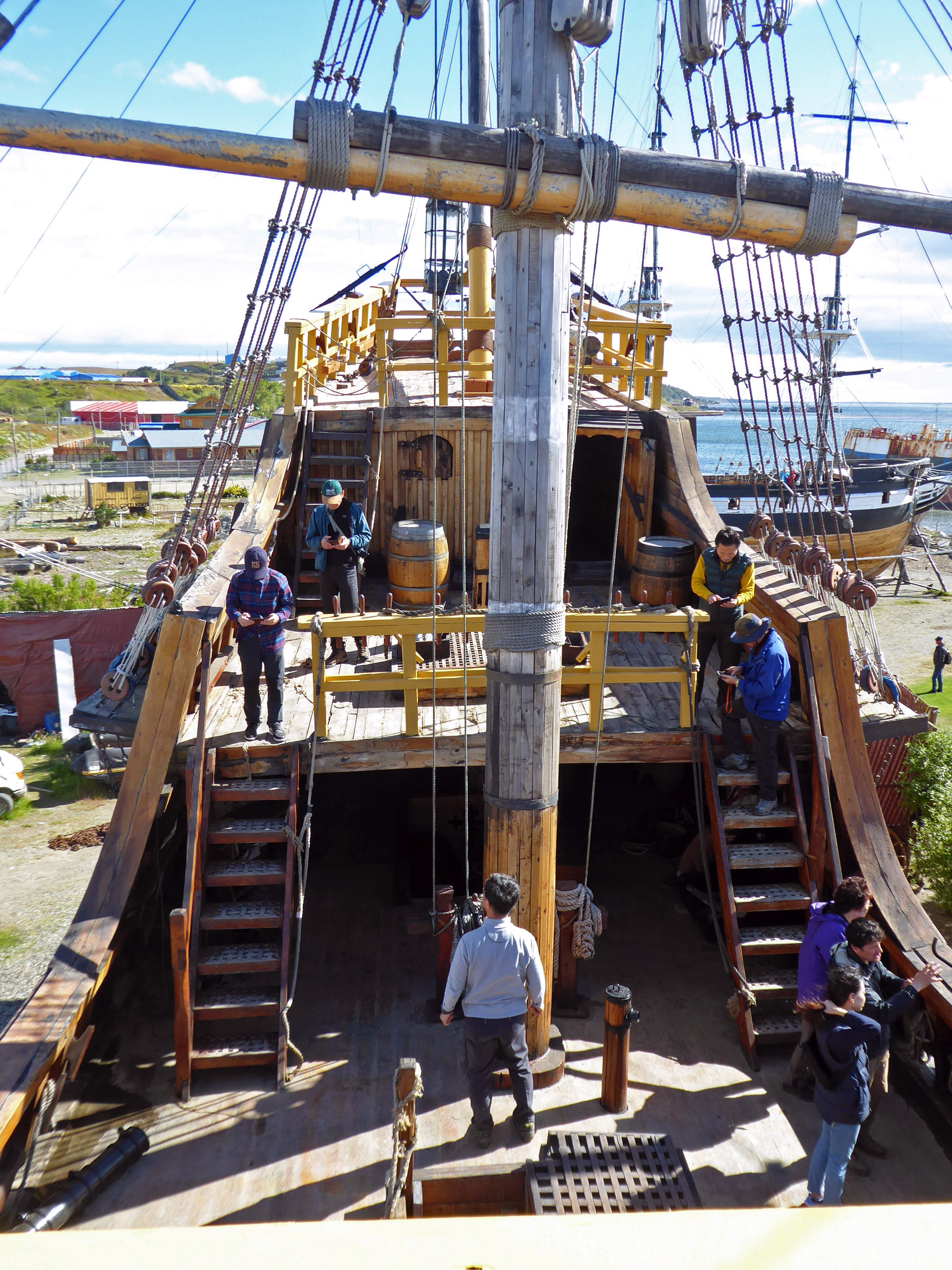
Achterdecks des Nachbaus der Nao Victoria
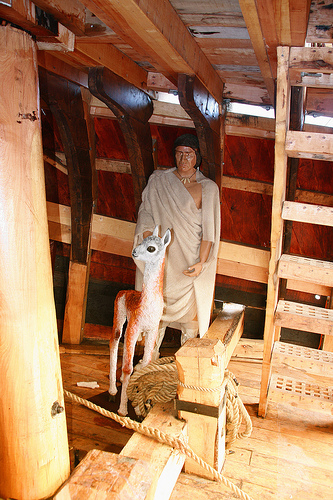
Nachbau der Nao Victoria – der Indianer Pablo, die erste in Chile getaufte Person.
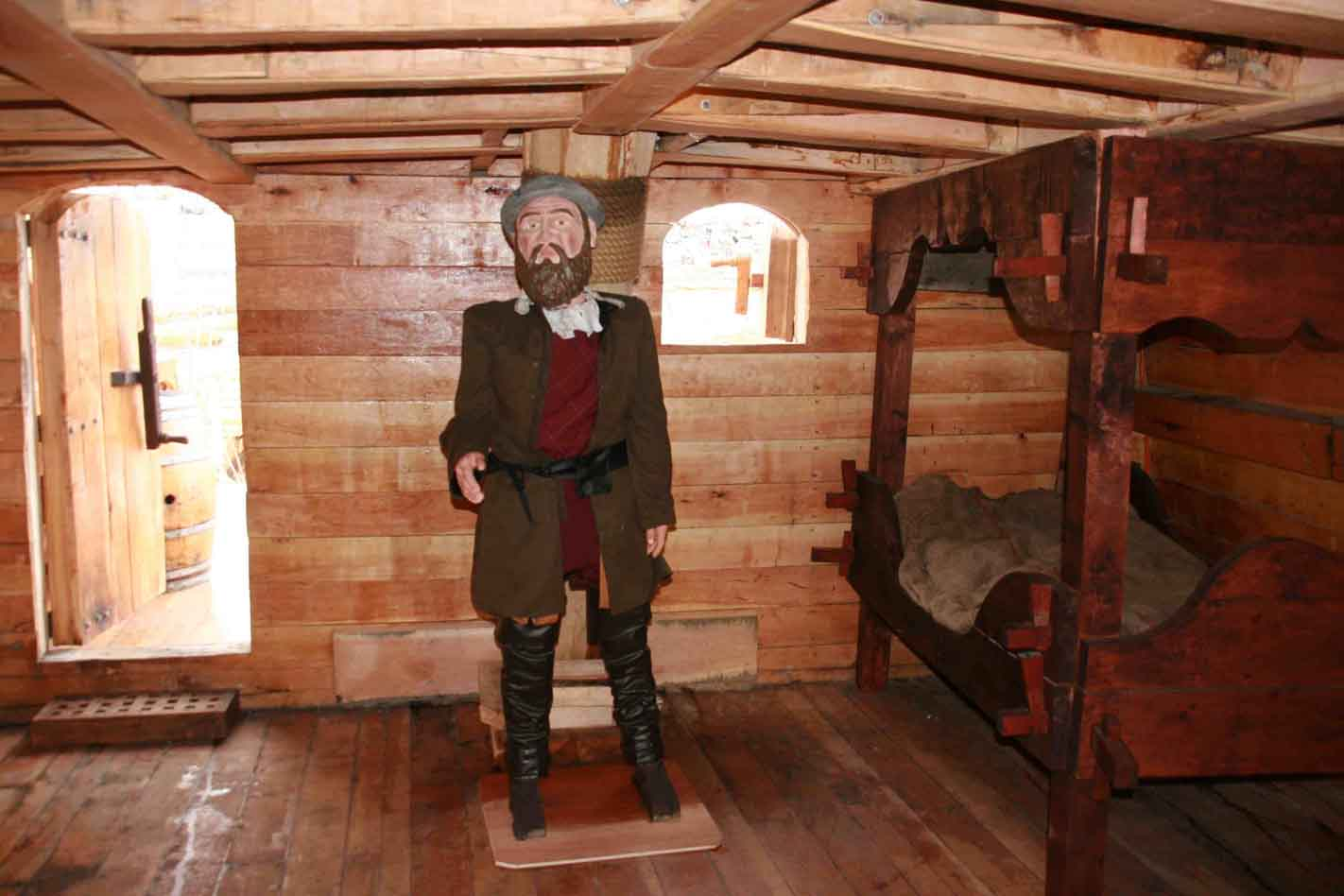
Nachbau der Nao Victoria – Magellan in seiner Kajüte.
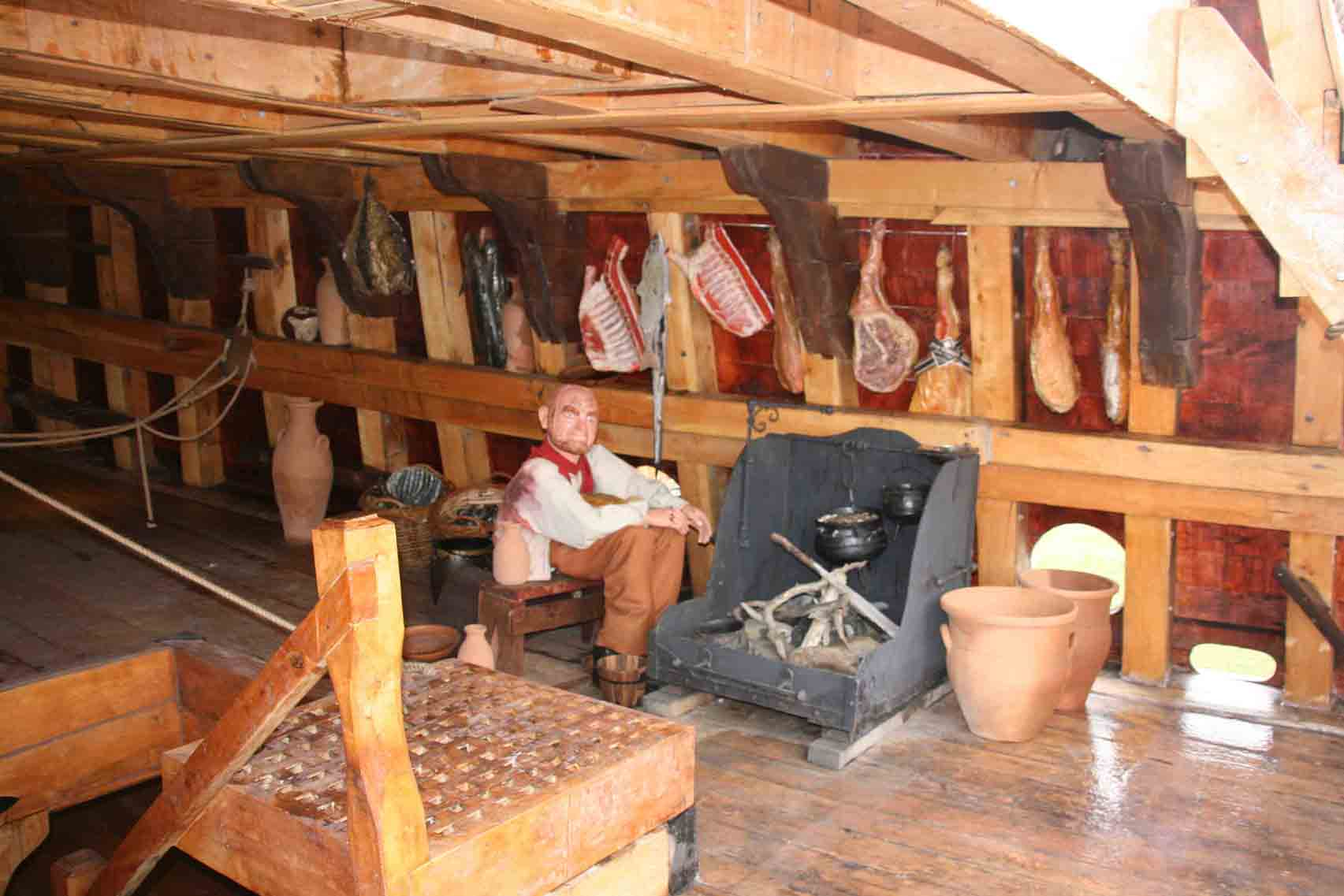
Nachbau der Nao Victoria – der Koch an der Feuerstelle.

#### James Caird
Die James Caird war ein (vom Zimmermann Harry McNish verändertes) Boot, das während der Expedition von Ernest Shackleton im Jahr 1916 von Elephant Island nach Südgeorgien segelte. Viele Historiker bezeichnen die Fahrt der Besatzung der James Caird als eindrucksvollste Tat der gesamten Welt-Seefahrtsgeschichte.

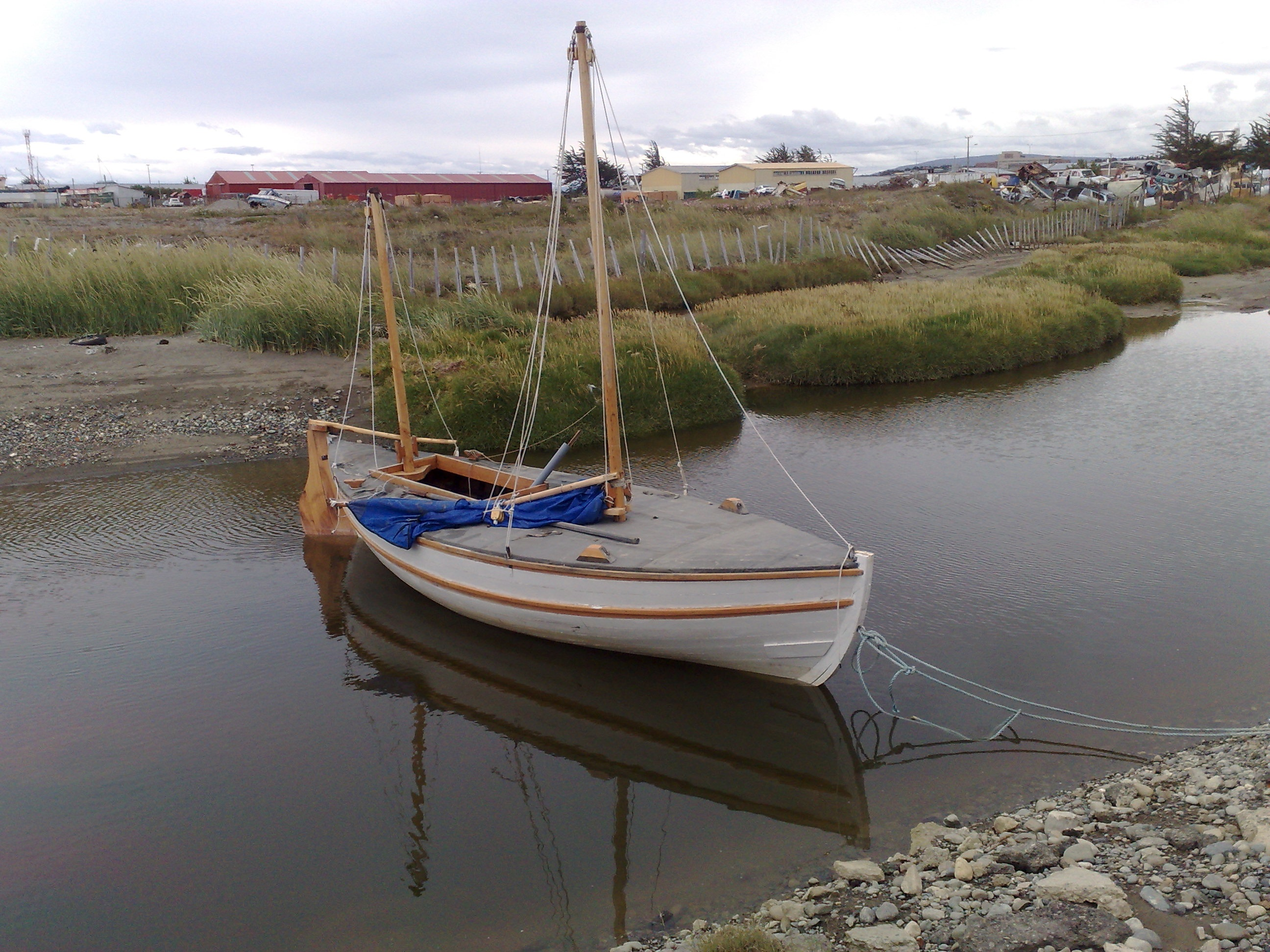
Der Nachbau der James Caird im Fluss neben dem Nao-Victoria-Museum.
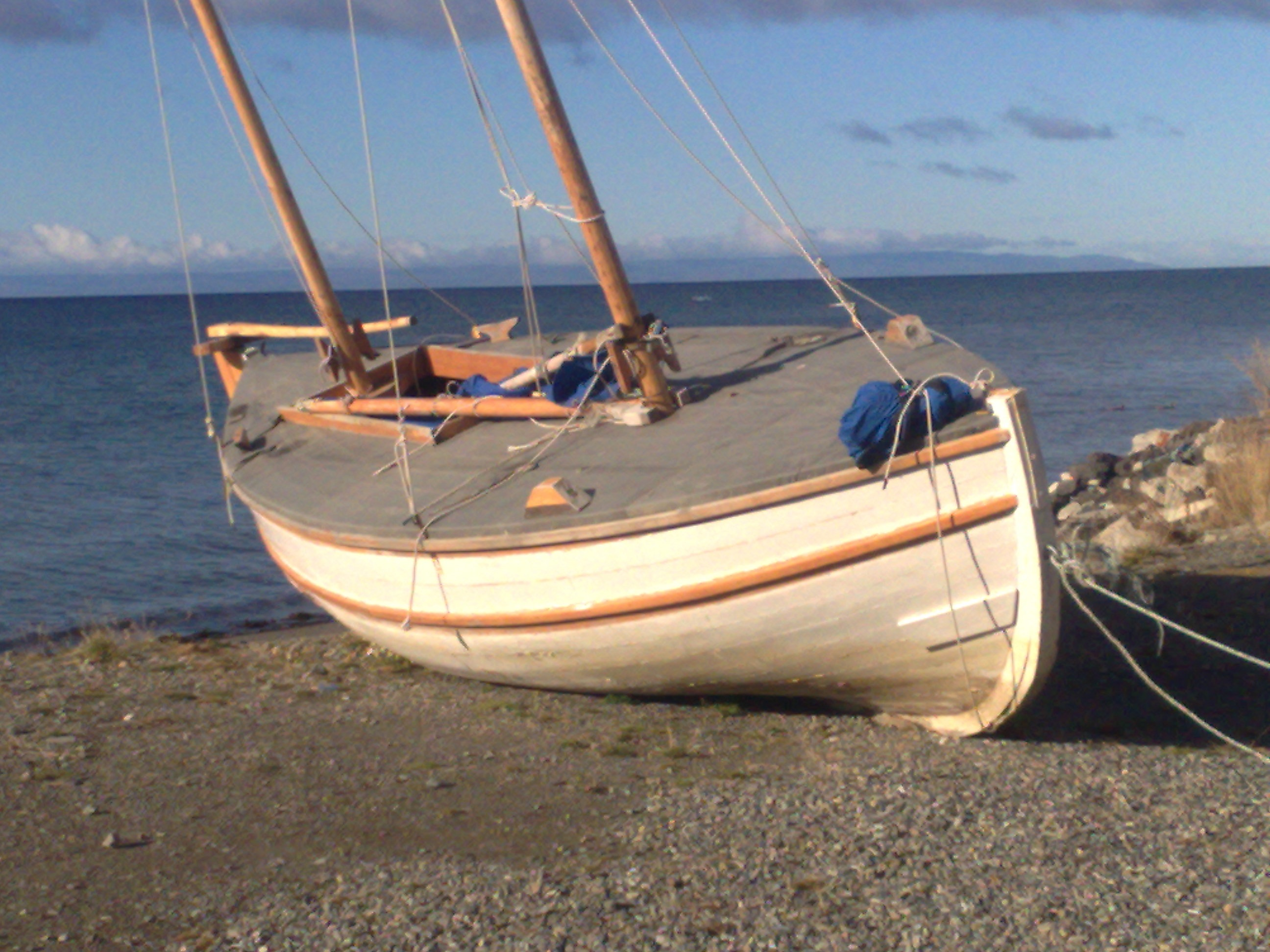
Der Nachbau der James Caird am Ufer der Magellanstraße; im Hintergrund Feuerland.
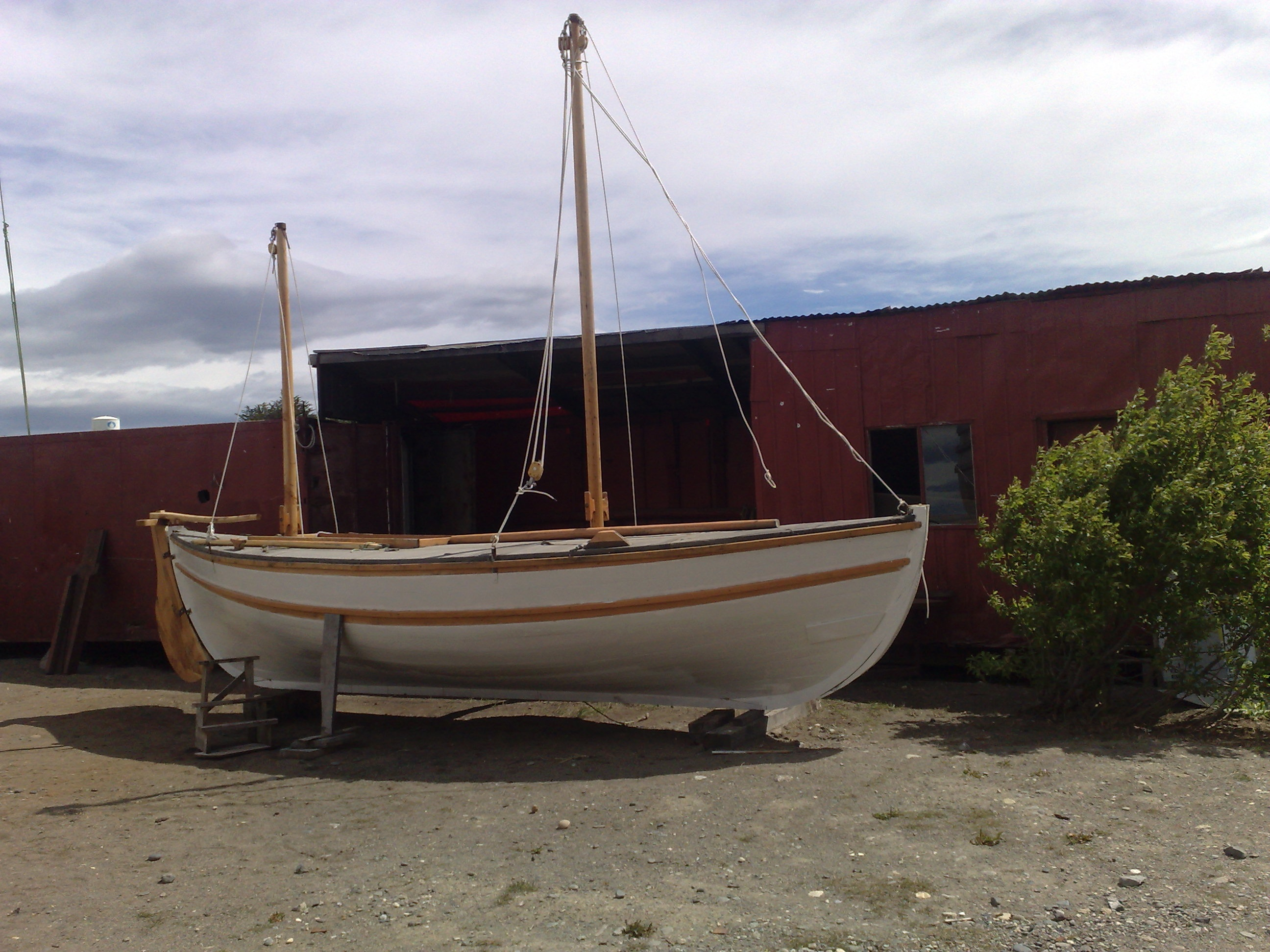
Der noch unfertige Nachbau der James Caird vor der Einbeziehung ins Museum.
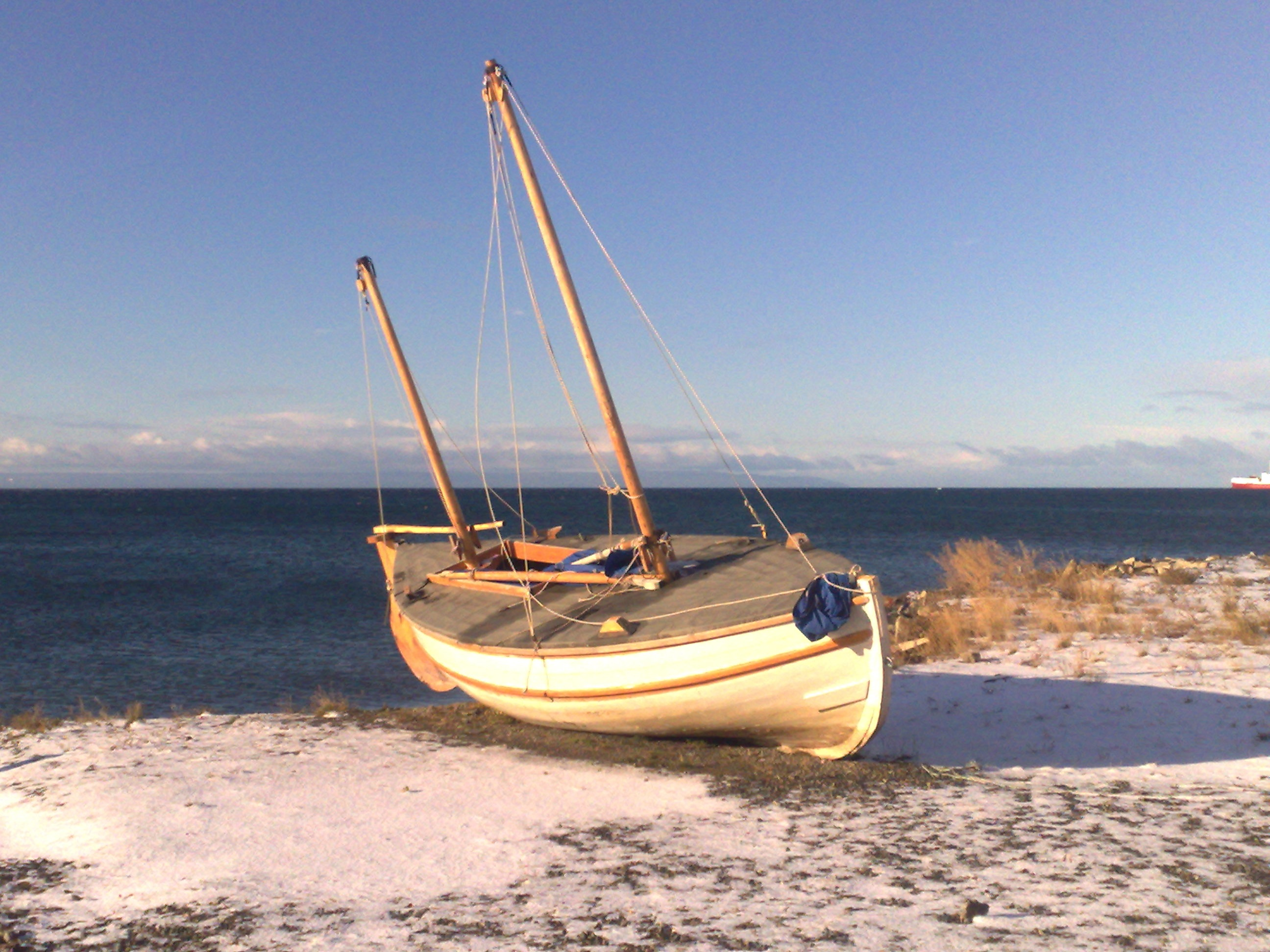
Der Nachbau der James Caird im Nao-Victoria-Museum (im Winter mit Schnee).
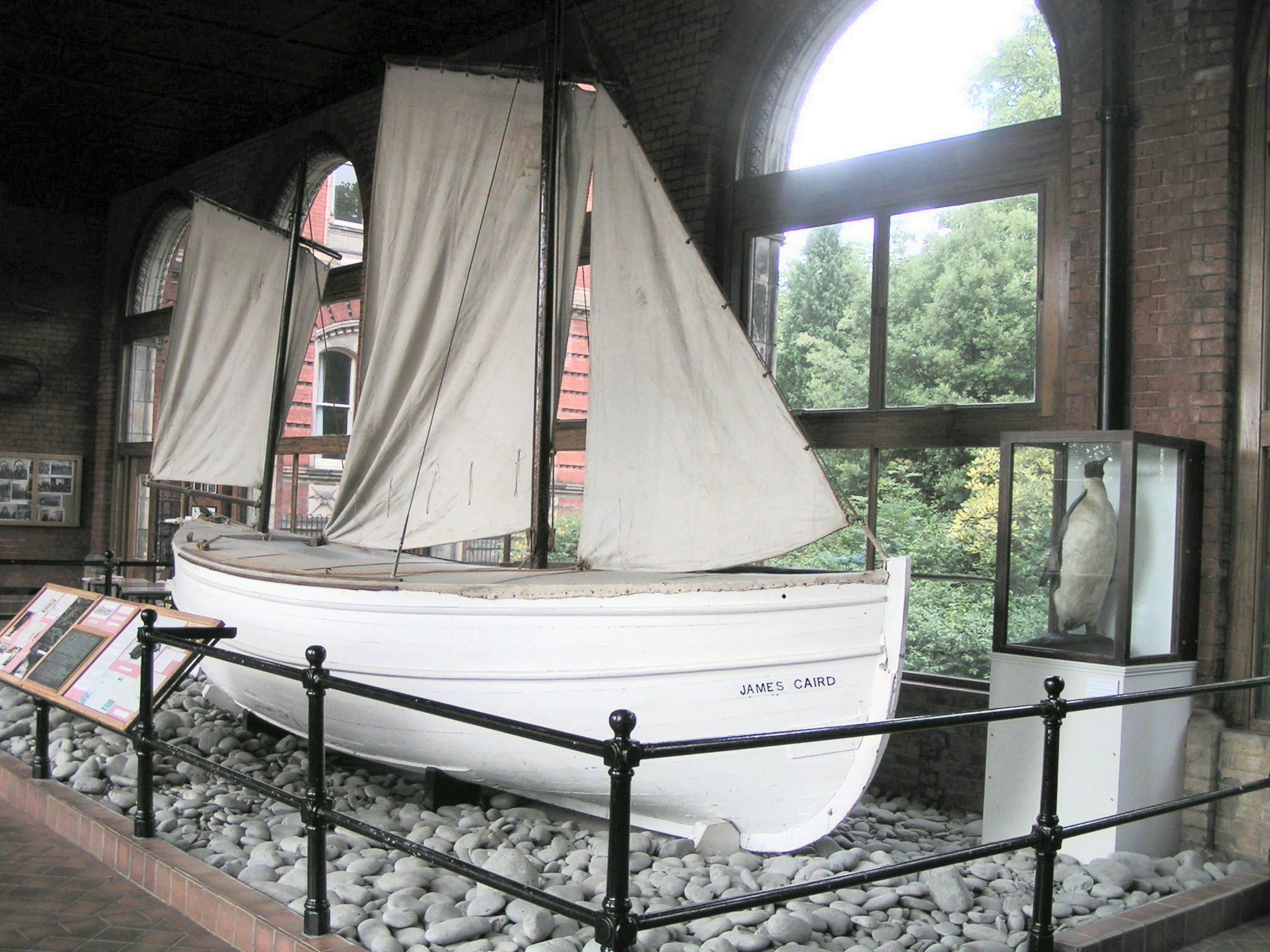
Die originale James Caird im Dulwich College in London.

### Werkstatt von Fluss-Schiffszimmerern
Am 31. Dezember 2011 wurde der Bau zweier weiterer Nachbauten in der Schiffszimmerer-Werkstatt des Museums angekündigt.

#### Goleta Ancud, der Schoner Ancud
Der Schoner Ancud war das Schiff, das auf Befehl des chilenischen Präsidenten Manuel Bulnes Prieto im Jahr 1843 zur Inbesitznahme der Magellanstraße für Chile und zum Bau von der Bulnes-Festung (Fuerte Bulnes) beitrug. Den Befehl über den Schoner hatte Kapitän John Williams Wilson.

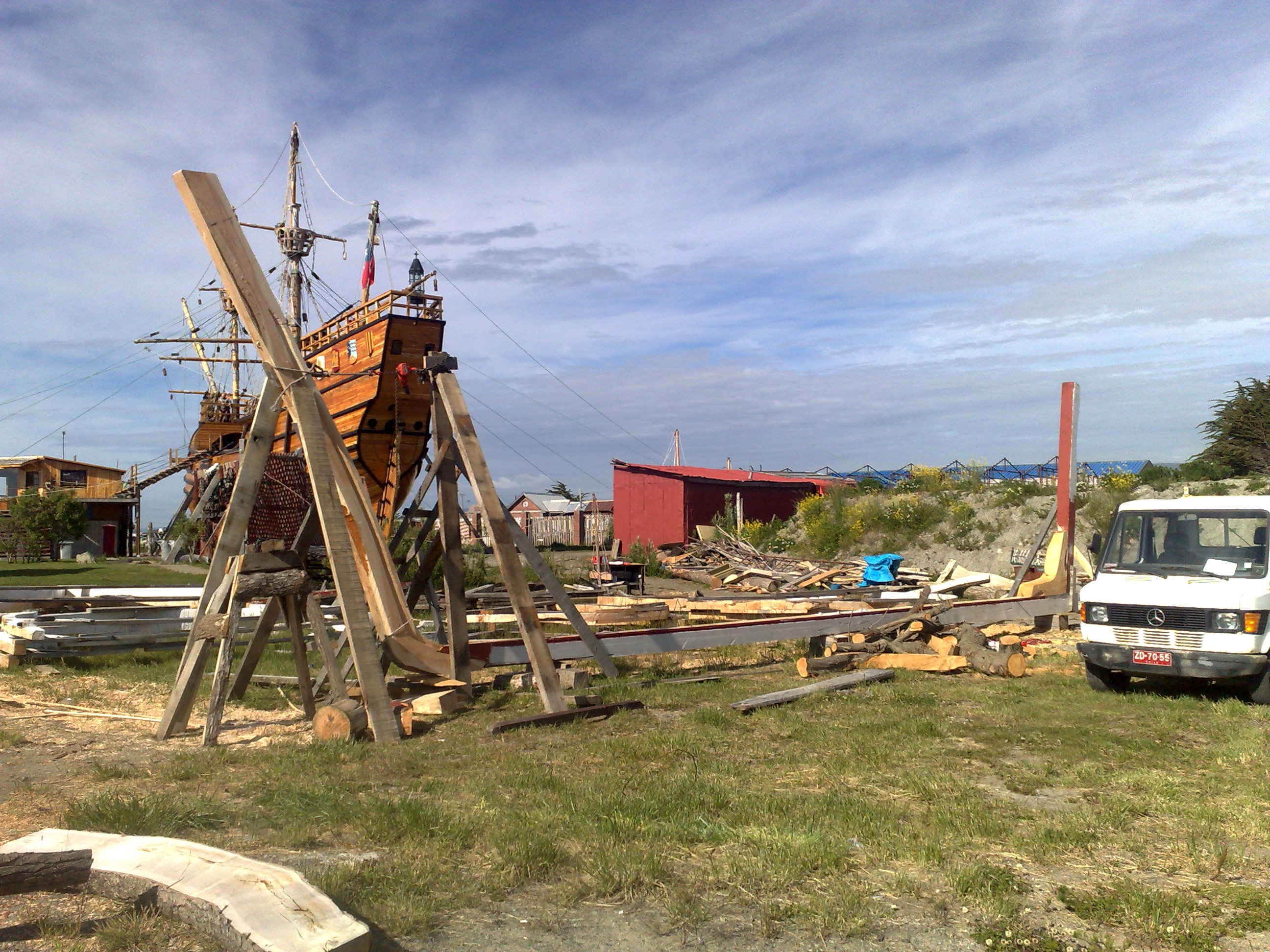
Der Nachbau des Schoners Ancud (Vordersteven und Kiel) – im Hintergrund die Nao Victoria.
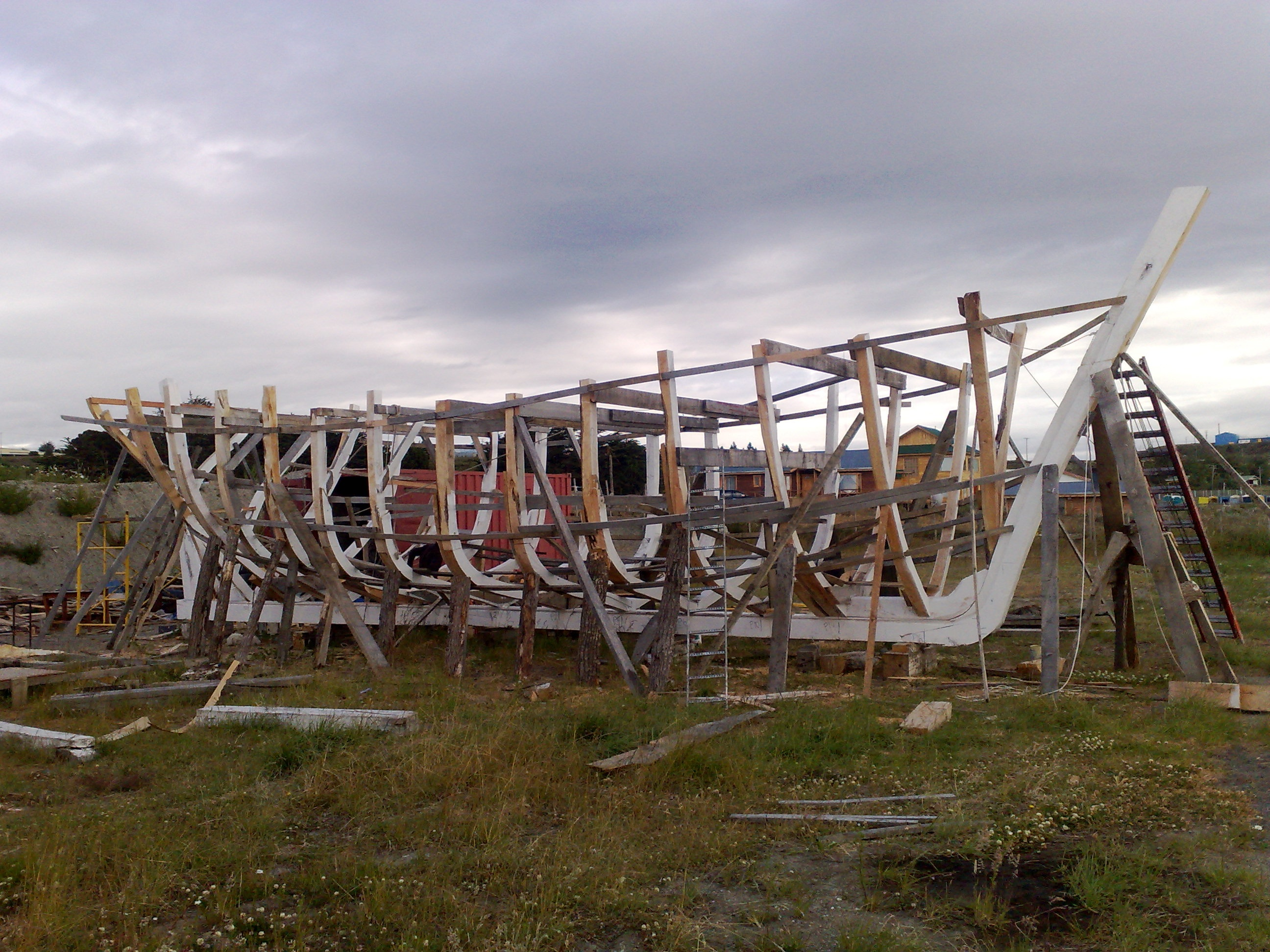
Der Nachbau des Schoners Ancud – die Struktur des Rumpfes ist abgeschlossen.
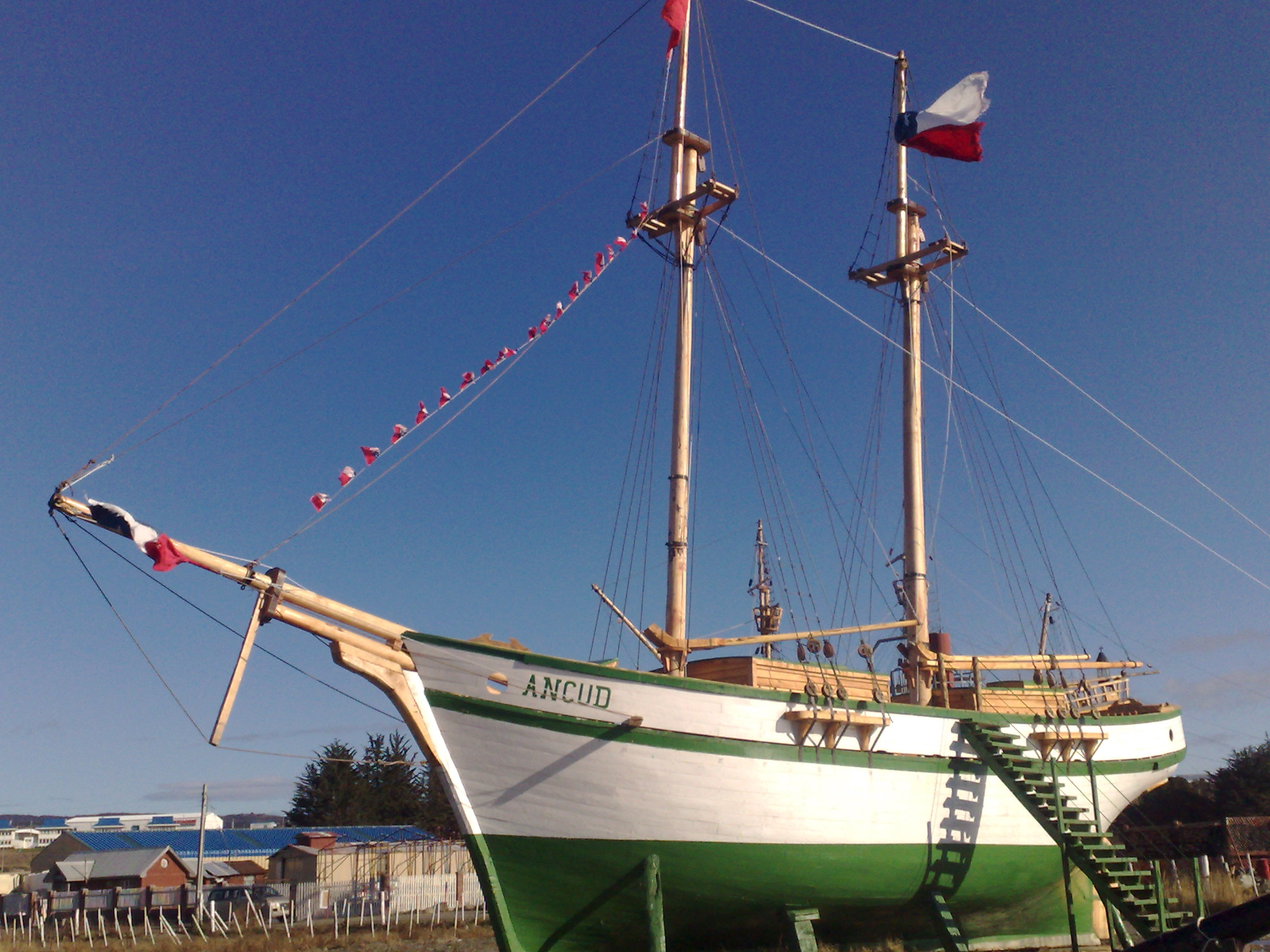
Der Nachbau des Schoners Ancud.
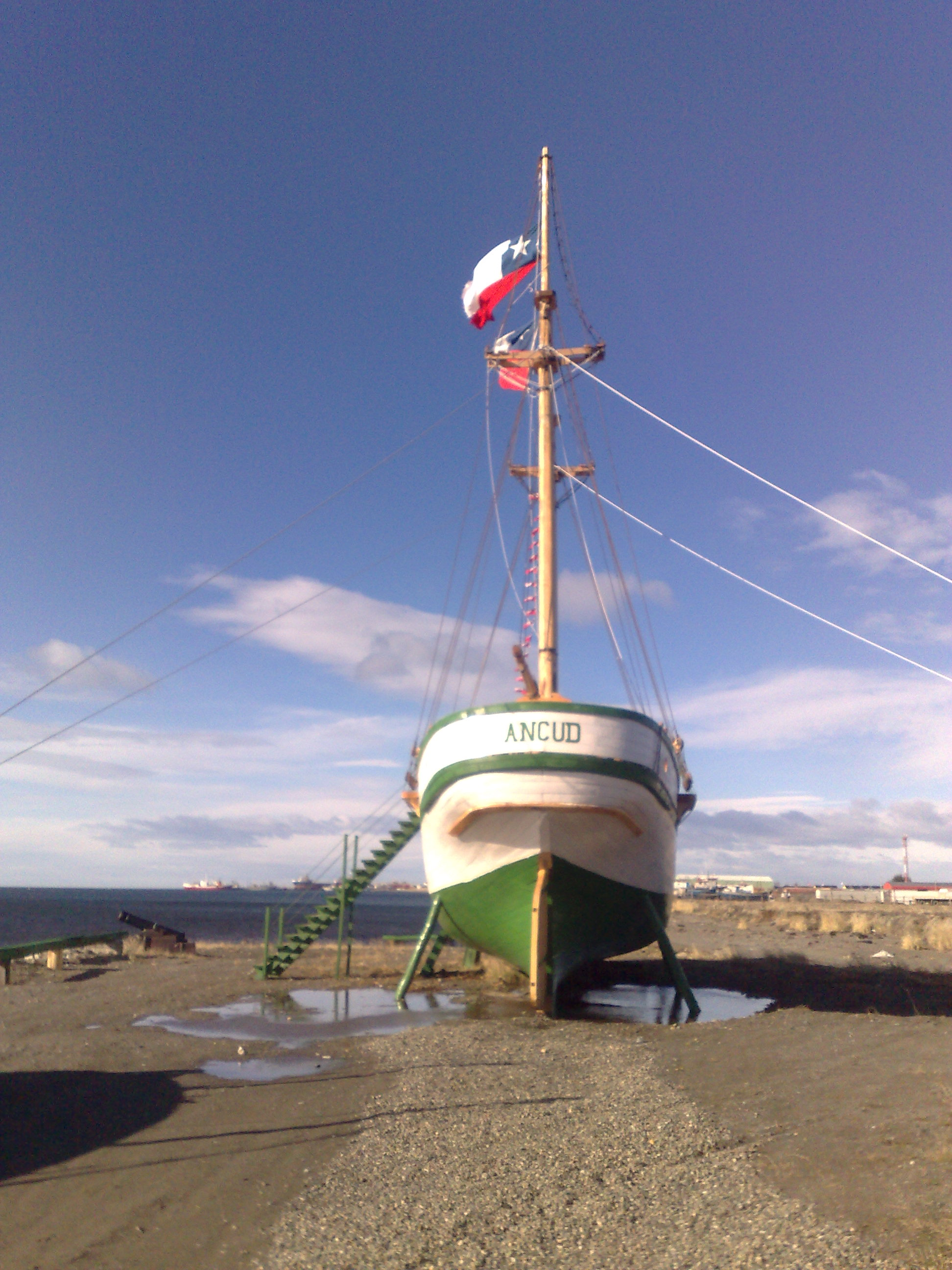
Das Heck des Schoners Ancud
Nachbau des Schoners Ancud im Regionalmuseum der Stadt Ancud (realisiert vom DIBAM).
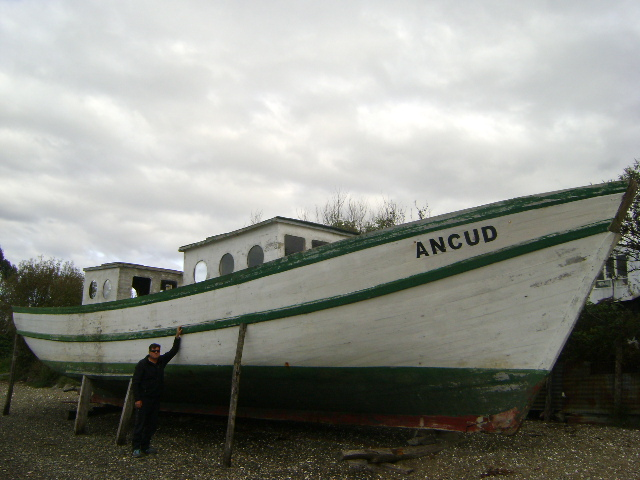
Nachbau des Schoners Ancud – Realisierung des Projektes Patagonien, der Traum der vergessenen Mission.

#### Beagle
Die Beagle war eine Brigg der Britischen Marine. Nach mehreren Missionen in England am Anfang des 19. Jahrhunderts wurde sie zum Forschungsschiff umgerüstet. Von ihren drei Reisen war die berühmteste die zweite, auf der sie sich unter dem Kommando von Kapitän Fitz Roy und mit dem jungen Charles Darwin an Bord fast drei Jahre in der Region aufhielt.

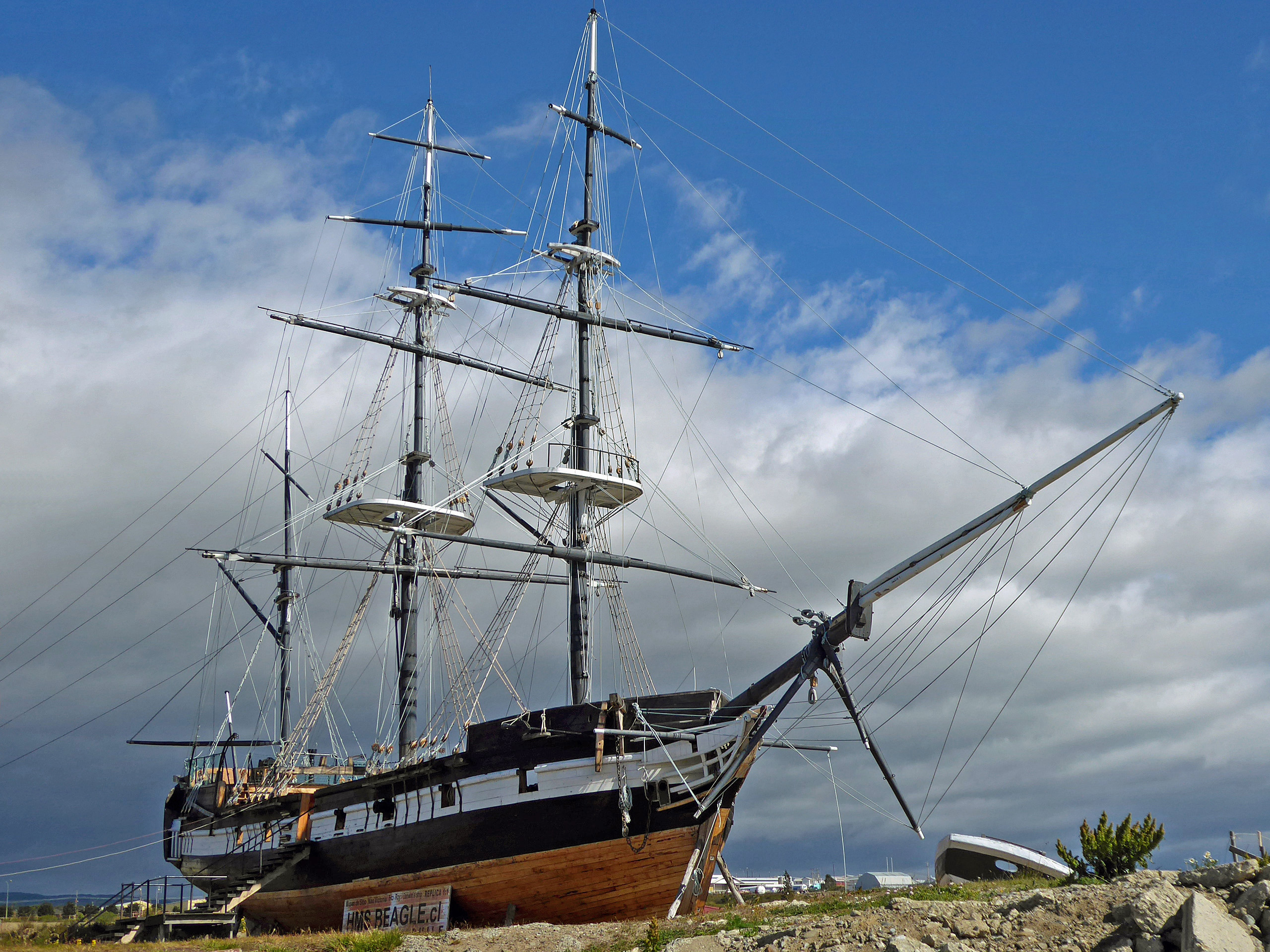
Nachbau der Beagle.
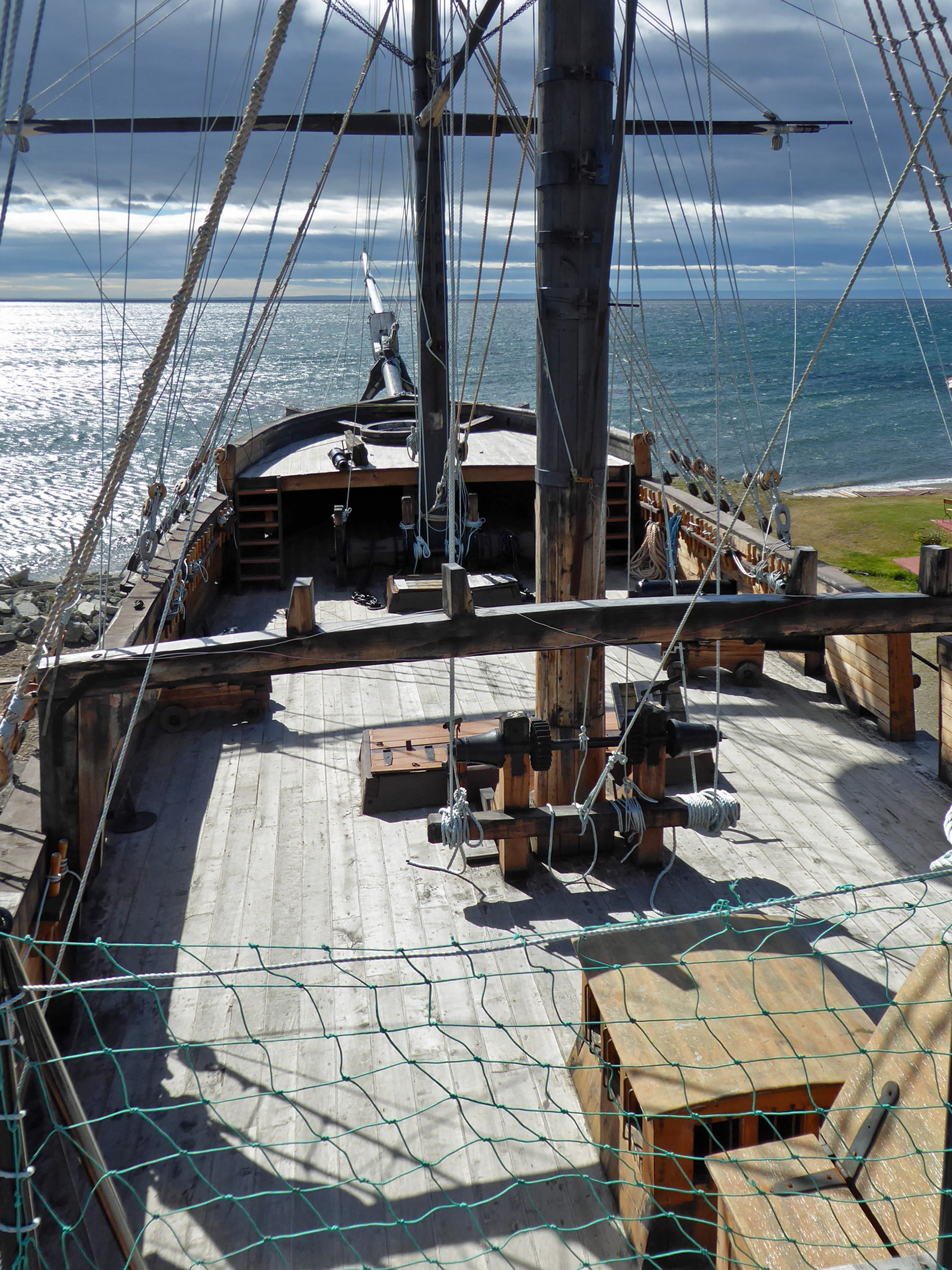
Deck des Nachbaus des Beagle.

### Weitere Sammlungen
- Alte Waffen: Die Nachbauten der historischen Schiffe sind ausgerüstet mit alten Feuerwaffen; unter anderem finden wir: Falkonett (Geschützrohr), Bombarde (Geschütz), kleinkalibrige Kanone und Arkebuse sowie Handwaffen wie Hellebarde, Armbrust und Schwert. Alle diese Waffen können von den Besuchern benutzt werden.
- Alte Navigationsinstrumente: Auf den Schiffen finden sich u. a. Astrolabium, Nocturlabium, Quadrant, Jakobsstab, Schiffslog und Stundenglas.
- Kopien von Originaldokumenten, beispielsweise Kapitulationen (Verträge), und Instruktionen von König Carlos V an Magellan und Ruy Faleiro; Kostenaufstellungen der Marine aus der Casa de la Contratación in Sevilla; Schiffstagebuch von Francisco Albo; der Brief „De Moluccis Insulis“ des Maximilianus Transylvanus; Pläne aus dem Buch von Antonio Pigafetta; Karte des Juan de la Cosa; das Buch „Primaleón“ von Francisco Vázquez.